# Lista över bysantinska regenter

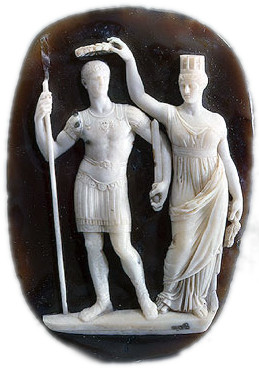
Konstantin den store kröns av en personifikation av Konstantinopel, kamé från 300-talet

De bysantinska eller östromerska kejsarna och kejsarinnorna regerade över det bysantinska riket, den medeltida fortsättningen av det romerska riket från och med att Konstantin den store flyttat huvudstaden till Konstantinopel (dagens Istanbul) år 330. De bysantinska monarkerna fortsatte att regera över stora landområden i det östra Medelhavet efter det västromerska rikets fall år 476, fram till Konstantinopels fall år 1453.
Monarkerna i Konstantinopel såg kontinuerligt sig själva som romerska kejsare och kejsarinnor i direkt succession till Augustus, ett anspråk som inte ifrågasattes i omvärlden förrän år 800 då påven Leo III krönte den frankiske kungen Karl den store till "romersk kejsare" (se karolinger). Bysantinska monarker fortsatte att använda romerska titlar, i synnerhet kejsartiteln augustus. Grekiska var sedan Alexander den stores dagar det mest utspridda språket i det östra Medelhavet och från och med 629 användes grekiska i officiella bysantinska dokument; latin överlevde i en viss kapacitet, bland annat på mynt till 700-talet, men blev på sikt nästan helt ersatt som statsspråk. På grekiska ersattes augustus med titeln basileus (βασιλεύς), vilken så småningom utökades till basileus Romaion ("romarnas kejsare").
Det var i det bysantinska riket vanligt att flera monarker regerade samtidigt, med samma grundläggande titel (augustus/basileus). I nästan alla fall rörde det sig om en senior kejsare med en eller flera juniora medkejsare, vilka hade marginell makt och inflytande förutom vid officiella ceremonier. För att urskilja den seniora kejsaren kunde denne utöka sin titel, exempelvis till megas basileus ("stor-kejsare") eller basileus autokrator ("självhärskande kejsare"). I vissa fall fanns det mer än en samregerande autokrator, då den seniora kejsaren valt att upphöja sin juniora kollega till en faktisk medregent.

## Senantiken (330–695)

### Konstantinska ätten (330–363)
| Bild | Namn                                                          | Regeringstid                                                   | Succession, detaljer | Medkejsare |
| ---- | ------------------------------------------------------------- | -------------------------------------------------------------- | --- | ---------- |
|      | Konstantin I "den store" Latin: Flavius Valerius Constantinus | 11 maj 330 – 22 maj 337 (7 år och 11 dagar)                    | Romersk kejsare sedan 306. Ensam kejsare 324 efter att ha besegrat sina rivaler, varav de främsta var Maxentius och Licinius. Grundade Konstantinopel som huvudstad 11 maj 330.     | —          |
|      | Constantius II Latin: Flavius Iulius Constantius              | 9 september 337 – 3 november 361 (24 år, 1 månad och 25 dagar) | Son till Konstantin I. Utnämnd till caesar under sin fars regeringstid och blev augustus i öst 9 september 337. Hans bröder Konstantin II och Constans regerade som kejsare i väst. | —          |
|      | Julianus "Apostata" Latin: Flavius Claudius Iulianus          | 3 november 361 – 26 juni 363 (1 år, 7 månader och 23 dagar)    | Brorson till Konstantin I. Utropad till kejsare av armén i opposition till Constantius II. Obestridd kejsare efter att Constantius dött av naturliga orsaker.                       | —          |
|      |                                                               |                                                                | |            |
|      | Jovianus Latin: Iovianus                                      | 27 juni 363 – 17 februari 364 (1 år, 7 månader och 23 dagar)   | Soldat. Utropad till kejsare av armén efter Julianus död. | —          |

### Valentinianska ätten (364–379)
| Bild | Namn                                             | Regeringstid                                              | Succession, detaljer | Medkejsare                       |
| ---- | ------------------------------------------------ | --------------------------------------------------------- | --- | -------------------------------- |
|      | Valentinianus I "den store" Latin: Valentinianus | 26 februari – 28 mars 364 (1 månad och 2 dagar)           | Soldat. Utropad till kejsare av armén efter Jovianus död. Överlät den östra delen av riket till sin bror Valens och sen kejsare i väst till 375. | —                                |
|      | Valens Latin: Valens                             | 28 mars 364 – 28 september 365 (1 år och 6 månader)       | Bror till Valentinianus I | —                                |
|      |                                                  |                                                           | |                                  |
|      | Procopius Latin: Procopius                       | 28 september 365 – 27 maj 366 (7 månader och 29 dagar)    | Släkting till Julianus. Utropad till kejsare av soldaterna i Konstantinopel.                                                                     | —                                |
|      |                                                  |                                                           | |                                  |
|      | Valens Latin: Valens (återinsatt)                | 27 maj 366 – 9 augusti 378 (12 år, 2 månader och 4 dagar) | Återtog makten i Konstantinopel efter att Procopius tillfångatagits och avrättats                                                                | —                                |
|      | Gratianus Latin: Gratianus                       | 9 augusti 378 – 19 januari 379 (5 månader och 10 dagar)   | Son till Valentinianus I och västromersk kejsare sedan 367. Ensam kejsare efter Valens död 378.                                                  | Valentinianus II (bror, 378–379) |

### Theodosianska ätten (379–457)
| Bild | Namn                                        | Regeringstid                                                     | Succession, detaljer | Medkejsare                                      |
| ---- | ------------------------------------------- | ---------------------------------------------------------------- | --- | ----------------------------------------------- |
|      | Theodosius I "den store" Latin: Theodosius  | 19 januari 379 – 17 januari 395 (15 år, 11 månader och 29 dagar) | General, utnämnd till kejsare i öst av Gratianus. Sista kejsaren över både väst och öst 394–395.                                          | Arcadius (son, 383–395) Honorius (son, 393–395) |
|      | Arcadius Latin: Arcadius                    | 17 januari 395 – 1 maj 408 (13 år, 3 månader och 14 dagar)       | Son till Theodosius I och hans efterträdare i öst. Tidigare medkejsare sedan 383.                                                         | Theodosius II (son, 402–408)                    |
|      | Theodosius II "den yngre" Latin: Theodosius | 1 maj 408 – 28 juli 450 (42 år, 2 månader och 27 dagar)          | Son till Arcadius och tidigare medkejsare sedan 402                                                                                       | —                                               |
|      | Pulcheria (regent) Latin: Aelia Pulcheria   | 28 juli – 25 augusti 450 (28 dagar)                              | Dotter till Arcadius. Innehade makten i nästan en månad, vilken främst gick åt till att arrangera hennes bror Theodosius II:s begravning. | —                                               |
|      | Marcianus Latin: Marcianus                  | 25 augusti 450 – 27 januari 457 (6 år, 5 månader och 2 dagar)    | Soldat och politiker. Vald till Theodosius II:s efterträdare av Pulcheria, som han gifte sig med.                                         | —                                               |

### Leoninska ätten (457–518)
| Bild | Namn                                     | Regeringstid                                                     | Succession, detaljer | Medkejsare                 |
| ---- | ---------------------------------------- | ---------------------------------------------------------------- | --- | -------------------------- |
|      | Leo I "Thrakiern" Latin: Leo             | 7 februari 457 – 18 januari 474 (16 år, 11 månader och 11 dagar) | Lågt rankad officer. Vald att efterträda Marcianus av statsmannen Aspar.                                                                                    | Leo II (barnbarn, 473–474) |
|      | Leo II "den yngre" Latin: Leo            | 18 januari – 17 november (?) 474 (9 månader och 30 dagar)        | Son till Leo I:s dotter Ariadne och tidigare medkejsare sedan hösten 473                                                                                    | —                          |
|      | Zeno Latin: Zeno                         | 9 februari 474 – januari 475 (11 månader)                        | Svärson till Leo I och far till Leo II. Utnämnd till medkejsare av Leo II och ensam kejsare efter sin sons död.                                             | —                          |
|      | Basiliskos Latin: Basiliscus             | Januari 475 – augusti 476 (1 år och 7 månader)                   | Bror till Verina, Leo I:s hustru. Tog makten i Konstantinopel efter att Zeno fördrivits.                                                                    | Marcus (son, 475–476)      |
|      | Zeno Latin: Zeno (återinsatt)            | Augusti 476 – 9 april 491 (14 år och 8 månader)                  | Återtog makten. Sista kejsaren att vara samtida med det Västromerska riket; ensam romersk kejsare från och med 476.                                         | —                          |
|      | Ariadne (regent) Latin: Aelia Ariadne    | 9 april – 11 april 491 (3 dagar)                                 | Dotter till Leo I, mor till Leo II och änka till Zeno. Dominerade hovet och regeringen efter Zenos död som den enda arvtagaren till det kejserliga ämbetet. | —                          |
|      | Anastasios I "Dikoros" Latin: Anastasius | 11 april 491 – 9 juli 518 (27 år, 2 månader och 28 dagar)        | Ämbetsman, vald att efterträda Zeno av Ariadne, som han gifte sig med.                                                                                      | —                          |

### Justinianska ätten (518–602)
| Bild | Namn                                                                                           | Regeringstid                                                          | Succession, detaljer                                                                                                   | Medkejsare                     |
| ---- | ---------------------------------------------------------------------------------------------- | --------------------------------------------------------------------- | --- | ------------------------------ |
|      | Justinus I "den äldre" Latin: Iustinus                                                         | 9 juli 518 – 1 augusti 527 (9 år och 23 dagar)                        | Soldat, utropad till kejsare av armén efter Anastasios I:s död                                                         | Justinianus I (systerson, 527) |
|      | Justinianus I "den store" Latin: Petrus Sabbatius Iustinianus                                  | 1 augusti 527 – 14 november 565 (38 år, 3 månader och 13 dagar)       | Systerson till Justinus I och tidigare medkejsare sedan 1 april 527                                                    | —                              |
|      | Justinus II "den yngre" Latin: Iustinus ——tillsammans med—— Sofia (regent) Latin: Aelia Sophia | 15 november 565 – 4/5 oktober 578 (12 år, 10 månader och 19/20 dagar) | Systerson till Justinianus I och gift med Justinianus I:s svägerska, Sofia                                             | Tiberios II (578)              |
|      | Justinus II "den yngre" Latin: Iustinus ——tillsammans med—— Sofia (regent) Latin: Aelia Sophia | 573/574 – 4/5 oktober 578 (4–5 år)                                    | Maka till Justinus II. Regent från och med att Justinus psykiska hälsa allvarligt försämrades 573/574.                 | Tiberios II (578)              |
|      | Tiberios II Latin: Tiberius Constantinus                                                       | 4/5 oktober 578 – 14 augusti 582 (3 år, 9 månader och 9/10 dagar)     | Notarie under Justinus II, utnämnd till medkejsare och tronarvinge av Justinus på Sofias initiativ                     | —                              |
|      | Maurikios Latin: Mauricius Tiberius                                                            | 13 augusti 582 – 27 november 602 (20 år, 3 månader och 14 dagar)      | Notarie och general under Tiberios II, som utnämnde honom till tronarvinge. Gifte sig med Tiberios dotter Konstantina. | Theodosius (son, 590–602)      |
|      |                                                                                                |                                                                       | |                                |
|      | Fokas Latin: Focas                                                                             | 23 november 602 – 5 oktober 610 (7 år, 10 månader och 12 dagar)       | Soldat, utropad till kejsare av armén i opposition till Maurikios, som tillfångatogs och avrättades                    | —                              |

### Herakleianska ätten (610–695)
| Bild | Namn | Regeringstid                                                   | Succession, detaljer | Medkejsare |
| ---- | --- | -------------------------------------------------------------- | --- | --- |
|      | Herakleios Grekiska: Hērákleios Latin: Heraclius                                                               | 5 oktober 610 – februari 641 (30 år och 4 månader)             | Son till exarken av Nordafrika; avsatte Fokas i ett uppror och tog makten                                                    | Konstantin III (son, 613–641) Heraklonas (son, 638–641)                                                              |
|      | Konstantin III Grekiska: Hērákleios Kōnstantīnos Latin: Heraclius Constantinus                                 | Februari – 20 april eller 24/26 maj 641 (2–3 månader)          | Son till Herakleios och tidigare medkejsare sedan 613                                                                        | Heraklonas (bror, 641)                                                                                               |
|      | Heraklonas Grekiska: Hērákleios Latin: Heraclius ——tillsammans med—— Martina (regent) Grekiska, Latin: Martina | April/maj – september 641 (4–5 månader)                        | Son till Herakleios, halvbror till Konstantin III och tidigare medkejsare sedan 638                                          | Tiberios (bror till Heraklonas, 641) Martinos (bror till Heraklonas, 641) Konstans II (son till Konstantin III, 641) |
|      | Heraklonas Grekiska: Hērákleios Latin: Heraclius ——tillsammans med—— Martina (regent) Grekiska, Latin: Martina | April/maj – september 641 (4–5 månader)                        | Änka till Herakleios och mor till Heraklonas. Hade makten under sin sons korta regeringstid.                                 | Tiberios (bror till Heraklonas, 641) Martinos (bror till Heraklonas, 641) Konstans II (son till Konstantin III, 641) |
|      | Konstans II "Pogonatos" Grekiska: Kōnstantīnos Latin: Constantinus                                             | September 641 – 15 juli 668 (26 år och 10 månader)             | Son till Konstantin III. Gjord till medkejsare av Heraklonas i september 641 och ensam kejsare efter att Heraklonas avsatts. | Konstantin IV (son, 654–668) Herakleios (son, 659–668) Tiberios (son, 659–668)                                       |
|      | Konstantin IV "den yngre" Grekiska: Kōnstantīnos Latin: Constantinus                                           | 15 juli 668 – 10 juli (?) 685 (16 år, 11 månader och 25 dagar) | Son till Konstans II och tidigare medkejsare sedan 654                                                                       | Herakleios (bror, 668–681) Tiberios (bror, 668–681) Justinianus II (son, 681–685)                                    |
|      | Justinianus II "Rhinotmetos" Grekiska: Ioustinianós Latin: Iustinianus                                         | 10 juli (?) 685 – 695 (10 år)                                  | Son till Konstantin IV och tidigare medkejsare sedan 681                                                                     | — |

## Äldre medeltid (695–1059)

### Anarkin (695–717)
| Bild | Namn                                                                                | Regeringstid                                   | Succession, detaljer                                                                                      | Medkejsare              |
| ---- | ----------------------------------------------------------------------------------- | ---------------------------------------------- | --- | ----------------------- |
|      | Leontios Grekiska: Leōn Latin: Leo                                                  | 695 – 698 (3 år)                               | General, tog makten från Justinianus II                                                                   | —                       |
|      | Tiberios III Grekiska: Tibérios Latin: Tiberius                                     | 698 – 705 (7 år)                               | General, tog makten från Leontios                                                                         | —                       |
|      | Justinianus II "Rhinotmetos" Grekiska: Ioustinianós Latin: Iustinianus (återinsatt) | 705 – november 711 (6 år)                      | Återtog makten med hjälp av Tervel av Bulgarien                                                           | Tiberios (son, 706–711) |
|      | Filippikos Grekiska: Philippikós Latin: Filepicus                                   | November 711 – 3 juni 713 (1 år och 7 månader) | General, tog makten från Justinianus II                                                                   | —                       |
|      | Anastasios II Grekiska: Artémios Anastásios Latin: Artemius Anastasius              | 4 juni 713 – hösten 715 (2 år)                 | Tjänsteman, utropad till kejsare efter att Filippikos avsatts                                             | —                       |
|      | Theodosius III Grekiska: Theodósios Latin: Theodosius                               | Hösten 715 – 25 mars 717 (mindre än 2 år)      | Skatteindrivare och möjligen son till Tiberios III. Utropad till kejsare i opposition till Anastasios II. | —                       |

### Isauriska ätten (717–802)
| Bild | Namn                                                                                     | Regeringstid                                                       | Succession, detaljer                                                                                  | Medkejsare                   |
| ---- | ---------------------------------------------------------------------------------------- | ------------------------------------------------------------------ | --- | ---------------------------- |
|      | Leo III "Isauriern" Grekiska: Leōn                                                       | 25 mars 717 – 18 juni 741 (24 år, 2 månader och 24 dagar)          | General, tog makten från Theodosius III                                                               | Konstantin V (son, 720–741)  |
|      | Konstantin V "Kopronymos" Grekiska: Kōnstantīnos                                         | 18 juni 741 – juni 741/742 (några dagar eller 1 år)                | Son till Leo III och tidigare medkejsare sedan 720                                                    | —                            |
|      | Artabasdos Grekiska: Artabasdos                                                          | Juni 741/742 – sommaren 743 (1–2 år)                               | Svärson till Leo III, tog makten från Konstantin V                                                    | Nikeforos (son, 741/742–743) |
|      | Konstantin V "Kopronymos" Grekiska: Kōnstantīnos (återinsatt)                            | Sommaren 743 – 14 september 775 (32 år)                            | Återtog makten                                                                                        | Leo IV (son, 751–775)        |
|      | Leo IV "Khazaren" Grekiska: Leōn                                                         | 14 september 775 – 8 september 780 (4 år, 11 månader och 25 dagar) | Son till Konstantin V och tidigare medkejsare sedan 751                                               | Konstantin VI (son, 776–780) |
|      | Konstantin VI Grekiska: Kōnstantīnos ——tillsammans med—— Irene (regent) Grekiska: Eirḗnē | 8 september 780 – 19 april 797 (16 år, 8 månader och 11 dagar)     | Son till Leo IV och tidigare medkejsare sedan 776                                                     | —                            |
|      | Konstantin VI Grekiska: Kōnstantīnos ——tillsammans med—— Irene (regent) Grekiska: Eirḗnē | 8 september 780 – 790 792 – 19 april 797 (15 år)                   | Änka till Leo IV och mor till Konstantin VI, medregent under större delen av Konstantins regeringstid | —                            |
|      | Irene Grekiska: Eirḗnē                                                                   | 19 april 797 – 31 oktober 802 (5 år, 6 månader och 12 dagar)       | Avsatte Konstantin VI och regerade ensam som Bysans första officiella kvinnliga självhärskare         | —                            |

### Nikeforiska ätten (802–813)
| Bild | Namn                               | Regeringstid                                                 | Succession, detaljer | Medkejsare                                           |
| ---- | ---------------------------------- | ------------------------------------------------------------ | --- | ---------------------------------------------------- |
|      | Nikeforos I Grekiska: Nikēphóros   | 31 oktober 802 – 26 juli 811 (8 år, 8 månader och 26 dagar)  | Tjänsteman, utropad till kejsare efter att Irene avsatts | Staurakios (son, 803–811)                            |
|      | Staurakios Grekiska: Staurákios    | 28 juli – 1 oktober 811 (2 månader och 3 dagar)              | Son till Nikeforos I och tidigare medkejsare sedan 803 | —                                                    |
|      | Mikael I Rangabe Grekiska: Mikhaēl | 2 oktober 811 – 11 juli 813 (1 år, 9 månader och 9 dagar)    | Svärson till Nikeforos I. Staurakios skadades allvarligt 811 och hade först tänkt lämna över makten till sin fru, Teofano, men blev sedan tvingad att abdikera till Mikael. | Theophylaktos (son, 811–813) Staurakios (son, 811–?) |
|      |                                    |                                                              | |                                                      |
|      | Leo V "Armeniern" Grekiska: Leōn   | 11 juli 813 – 25 december 820 (7 år, 5 månader och 14 dagar) | General, tog makten från Mikael I | Konstantin (son, 813–820)                            |

### Amoriska ätten (820–867)
| Bild | Namn                                       | Regeringstid                                                       | Succession, detaljer | Medkejsare                                           |
| ---- | ------------------------------------------ | ------------------------------------------------------------------ | --- | ---------------------------------------------------- |
|      | Mikael II "Amoriern" Grekiska: Mikhaēl     | 25 december 820 – 2 oktober 829 (8 år, 9 månader och 7 dagar)      | General, dömdes till döden av Leo V men utropades till kejsare efter att Leo mördats                                        | Theofilos (son, 821–829)                             |
|      | Theofilos Grekiska: Theóphilos             | 2 oktober 829 – 20 januari 842 (12 år, 3 månader och 18 dagar)     | Son till Mikael II och tidigare medkejsare sedan 821                                                                        | Konstantin (son, 829–831?) Mikael III (son, 840–842) |
|      | Theodora I "Armeniern" Grekiska: Theodṓra  | 20 januari 842 – 15 mars 856 (14 år, 1 månad och 24 dagar)         | Änka till Theofilos. Formellt regent för sin son Mikael III men härskade i sitt eget namn som den tydligt seniora monarken. | Mikael III (son, 842–856) Thekla (dotter, 842–856)   |
|      | Mikael III "fylleristen" Grekiska: Mikhaēl | 15 mars 856 – 23/24 september 867 (11 år, 6 månader och 3/4 dagar) | Son till Theofilos och Theodora och tidigare medkejsare sedan 840. Avsatte sin mor 856.                                     | Basileios I (866–867)                                |

### Makedoniska ätten (867–1056)
| Bild | Namn | Regeringstid                                                             | Succession, detaljer | Medkejsare |
| ---- | --- | ------------------------------------------------------------------------ | --- | --- |
|      | Basileios I "Makedoniern" Grekiska: Basíleios                                                                         | 23/24 september 867 – 29 augusti 886 (18 år, 11 månader och 5/6 dagar)   | General, gjord till medkejsare av Mikael III och ensam kejsare efter att Mikael mördats                                                                                 | Konstantin (son, 869–879) Leo VI (son, 870–886) Alexander (son, 879–886)                                                                   |
|      | Leo VI "den vise" Grekiska: Leōn                                                                                      | 29 augusti 886 – 11 maj 912 (25 år, 8 månader och 12 dagar)              | Son till Basileios I och tidigare medkejsare sedan 870 | Alexander (bror, 886–912) Konstantin VII (son, 908–912)                                                                                    |
|      | Alexander Grekiska: Alexandros                                                                                        | 11 maj 912 – 6 juni 913 (1 år och 26 dagar)                              | Son till Basileios I och tidigare medkejsare sedan 879 | Konstantin VII (brorson, 912–913) |
|      | Konstantin VII "Porfyrogennetos" Grekiska: Kōnstantīnos ——tillsammans med—— Zoë "Karbonopsina" (regent) Grekiska: Zōē | 6 juni 913 – 17 december 920 (7 år, 6 månader och 11 dagar)              | Son till Leo VI och tidigare medkejsare sedan 908 | — |
|      | Konstantin VII "Porfyrogennetos" Grekiska: Kōnstantīnos ——tillsammans med—— Zoë "Karbonopsina" (regent) Grekiska: Zōē | Februari/mars 914 – 919/920 (5–6 år)                                     | Mor till Konstantin VII, tog 914 över sin sons regentskap från Patriark Nicolaus I genom en kupp                                                                        | — |
|      | Romanos I Lakapenos Grekiska: Rōmanos                                                                                 | 17 december 920 – 20 december 944 (24 år och 3 dagar)                    | General, avsatte Zoë som regent 919/920, gifte sin dotter Helena till Konstantin VII, och kröntes till senior medkejsare                                                | Konstantin VII (svärson, 920–944) Christoffer Lakapenos (son, 921–931) Stefan Lakapenos (son, 923–944) Konstantin Lakapenos (son, 923–944) |
|      | Konstantin VII "Porfyrogennetos" Grekiska: Kōnstantīnos (återinsatt)                                                  | 20 december 944 – 9 november 959 (14 år, 10 månader och 20 dagar)        | Senior kejsare igen efter att Romanos I blev avsatt av sina söner Stefan och Konstantin. Självständig kejsare efter att ha avsatt Stefan och Konstantin 20 januari 945. | Stefan Lakapenos (svåger, 944–945) Konstantin Lakapenos (svåger, 944–945) Romanos II (son, 945–959)                                        |
|      | Romanos II Grekiska: Rōmanos                                                                                          | 9 november 959 – 15 mars 963 (3 år, 4 månader och 6 dagar)               | Son till Konstantin VII, dotterson till Romanos I, och tidigare medkejsare sedan 945                                                                                    | Basileios II (son, 960–963) Konstantin VIII (son, 962–963)                                                                                 |
|      | Basileios II "bulgarslaktaren" Grekiska: Basíleios ——tillsammans med—— Teofano (regent) Grekiska: Theophanō           | 15 mars – 16 augusti 963 (5 månader och 1 dag)                           | Son till Romanos II och tidigare medkejsare sedan 960 | Konstantin VIII (bror, 963) |
|      | Basileios II "bulgarslaktaren" Grekiska: Basíleios ——tillsammans med—— Teofano (regent) Grekiska: Theophanō           | 15 mars – 16 augusti 963 (5 månader och 1 dag)                           | Änka till Romanos II och regent för hans unga söner | Konstantin VIII (bror, 963) |
|      | Nikeforos II Fokas Grekiska: Nikēphóros                                                                               | 16 augusti 963 – 11 december 969 (6 år, 3 månader och 25 dagar)          | General, utropad till kejsare 2 juli 963, efter Romanos II:s död, och tog kontroll över Konstantinopel den 16 augusti. Gifte sig med Teofano.                           | Basileios II (svärson, 963–969) Konstantin VIII (svärson, 963–969)                                                                         |
|      | Johannes I Tzimiskes Grekiska: Iōannēs                                                                                | 11 december 969 – 10 januari 976 (6 år och 30 dagar)                     | Systerson till Nikeforos II. Kejsare efter att ha mördat Nikeforos med hjälp av Teofano. Gifte sig med Konstantin VII:s dotter Theodora.                                | Basileios II (969–976) Konstantin VIII (969–976)                                                                                           |
|      | Basileios II "bulgarslaktaren" Grekiska: Basíleios (återinsatt)                                                       | 10 januari 976 – 15 december 1025 (49 år, 11 månader och 5 dagar)        | Senior kejsare igen efter Johannes I:s död | Konstantin VIII (976–1025) |
|      | Konstantin VIII Grekiska: Kōnstantīnos                                                                                | 15 december 1025 – 12 november 1028 (2 år, 10 månader och 28 dagar)      | Son till Romanos II och tidigare medkejsare sedan 962 | — |
|      | Romanos III Argyros Grekiska: Rōmanos                                                                                 | 12 november 1028 – 11/12 april 1034 (5 år och 5 månader)                 | Svärson till Konstantin VIII (gift med Konstantins dotter Zoë) | — |
|      | Mikael IV "Paflagoniern" Grekiska: Mikhaēl                                                                            | 12 april 1034 – 10 december 1041 (7 år, 7 månader och 28 dagar)          | Älskare till Konstantins VIII:s dotter Zoë, utropad till kejsare efter Romanos III:s död och gifte sig med Zoë                                                          | — |
|      | Mikael V "Kalaphates" Grekiska: Mikhaēl                                                                               | 13 december 1041 – 21 april 1042 (4 månader och 8 dagar)                 | Systerson till Mikael IV, adopterad av Zoë och utnämnd till tronarvinge ca. 1035. Utropad till kejsare av Zoë tre dagar efter Mikael IV:s död.                          | — |
|      | Theodora II "Porfyrogenita" Grekiska: Theodṓra ——tillsammans med—— Zoë "Porfyrogenita" Grekiska: Zōē                  | 19 april – 12 juni 1042 (1 månad och 23 dagar)                           | Dotter till Konstantin VIII, utropad till regerande kejsarinna av folket i Konstantinopel under ett uppror mot Mikael V.                                                | — |
|      | Theodora II "Porfyrogenita" Grekiska: Theodṓra ——tillsammans med—— Zoë "Porfyrogenita" Grekiska: Zōē                  | 21 april – 12 juni 1042 (1 månad och 21 dagar)                           | Dotter till Konstantin VIII och änka till Romanos III och Mikael IV. Utropad till kejsarinna efter att Mikael V avsatts och regerade tillsammans med sin syster.        | — |
|      | Konstantin IX Monomachos Grekiska: Kōnstantīnos Monomachos                                                            | 12 juni 1042 – 11 januari 1055 (12 år, 6 månader och 30 dagar)           | Gifte sig med Zoë 11 juni 1042 och krönt till kejsare dagen efter. Konstantin regerade som senior monark men Zoë och Theodora var fortsatt medregenter.                 | Zoë (fru, 1042–1050) Theodora II (svägerska, 1042–1055)                                                                                    |
|      | Theodora II "Porfyrogenita" Grekiska: Theodṓra (återinsatt)                                                           | 11 januari 1055 – 31 augusti 1056 (1 år, 7 månader och 20 dagar)         | Åter regerande kejsarinna efter Konstantin IX:s död | — |
|      | |                                                                          | | |
|      | Mikael VI Bringas "Stratiotikos" Grekiska: Mikhaēl                                                                    | 22 augusti 1056 – 30 augusti 1057 (1 år och 8 dagar)                     | Tjänsteman, utnämnd till kejsare och arvinge av Theodora II på hennes dödsbädd                                                                                          | — |
|      | Isak I Komnenos Grekiska: Isaakios Komnēnos                                                                           | 1 september 1057 – 21/22 november 1059 (2 år, 2 månader och 20/21 dagar) | General, utropad till kejsare av generaler under ett uppror mot Mikael VI och krönt 1 september 1057                                                                    | — |

## Högmedeltiden (1059–1204)

### Dukas-ätten (1059–1081)
| Bild | Namn                                                                   | Regeringstid                                                     | Succession, detaljer | Medkejsare |
| ---- | ---------------------------------------------------------------------- | ---------------------------------------------------------------- | --- | --- |
|      | Konstantin X Dukas Grekiska: Kōnstantīnos Doukas                       | 21/22 november 1059 – 22/23 maj 1067 (7 år, 6 månader och 1 dag) | Adelsman, kejsare efter att den döende Isak I abdikerat till hans förmån | Mikael VII Dukas (son, 1060–1067) Konstantios Dukas (son, 1060–1067) |
|      | Eudokia Makrembolitissa Grekiska: Evdokía Makremvolítissa              | 22/23 maj – 31 december 1067 (7 månader och 8/9 dagar)           | Änka till Konstantin X, regerade formellt för sina söner Mikael VII och Konstantios men var tydligt den seniora monarken                                                                                  | Mikael VII Dukas (son, 1067) Konstantios Dukas (son, 1067) |
|      | Romanos IV Diogenes Grekiska: Rōmanos Diogenēs                         | 1 januari 1068 – 26 augusti 1071 (3 år, 7 månader och 25 dagar)  | General, vald till make och kejsare av Eudokia | Mikael VII Dukas (svärson, 1068–1071) Konstantios Dukas (svärson, 1068–1071) Andronikos Dukas (svärson, 1068–1071) Leo Diogenes (son, 1069–1071) Nikeforos Diogenes (son, 1069–1071) |
|      | Eudokia Makrembolitissa Grekiska: Evdokía Makremvolítissa (återinsatt) | 26 augusti – oktober 1071 (2 månader)                            | Regerade igen efter att Romanos IV tillfångatagits av seldjukerna efter slaget vid Manzikert | Mikael VII Dukas (son, 1071) Konstantios Dukas (son, 1071) Andronikos Dukas (son, 1071) Leo Diogenes (son, 1071) Nikeforos Diogenes (son, 1071)                                      |
|      | Mikael VII Dukas "Parapinakes" Grekiska: Mikhaēl Doukas                | Oktober 1071 – 31 mars 1078 (6 år och 5 månader)                 | Son till Konstantin X och Eudokia och tidigare medkejsare sedan 1060. Upphöjd till senior kejsare av sin farbror Johannes Doukas för att förhindra att Romanos IV återvände till tronen.                  | Konstantios Dukas (bror, 1071–1078) Andronikos Dukas (bror, 1071–1077) Konstantin Dukas (son, 1075–1078)                                                                             |
|      |                                                                        |                                                                  | | |
|      | Nikeforos III Botaniates Grekiska: Nikēphóros Botaneiatēs              | 3 april 1078 – 4 april 1081 (3 år och 1 dag)                     | General, utropad till kejsare i oktober 1077 i opposition till Mikael VII. Tog kontroll över Konstantinopel 3 april 1078, tre dagar efter att Mikael abdikerat. Gifte sig med Mikaels fru Maria ca. 1079. | — |

### Komnenos-ätten (1081–1185)
| Bild | Namn | Regeringstid                                                     | Succession, detaljer | Medkejsare                                                                            |
| ---- | --- | ---------------------------------------------------------------- | --- | ------------------------------------------------------------------------------------- |
|      | Alexios I Komnenos Grekiska: Alexios Komnēnos                                                                          | 4 april 1081 – 15 augusti 1118 (37 år, 4 månader och 11 dagar)   | General, brorson till Isak I och ingift med Dukas-ätten. Tog makten från Nikeforos III.                                                                                         | Konstantin Dukas (Mikael VII:s son, 1081–1087?) Johannes II Komnenos (son, 1092–1118) |
|      | Johannes II Komnenos "den ädle" Grekiska: Iōannēs Komnēnos                                                             | 15 augusti 1118 – 8 april 1143 (24 år, 7 månader och 24 dagar)   | Son till Alexios I och tidigare medkejsare sedan 1092 | Alexios Komnenos (son, 1119–1142)                                                     |
|      | Manuel I Komnenos "den store" Grekiska: Manouēl Komnēnos                                                               | 8 april 1143 – 24 september 1180 (37 år, 5 månader och 16 dagar) | Son till Johannes II | Alexios II Komnenos (son, 1171–1180)                                                  |
|      | Alexios II Komnenos Grekiska: Alexios Komnēnos ——tillsammans med—— Maria av Antiochia (regent) Grekiska: María Komnēnē | 24 september 1180 – september 1183 (3 år)                        | Son till Manuel I och tidigare medkejsare sedan 1171 | —                                                                                     |
|      | Alexios II Komnenos Grekiska: Alexios Komnēnos ——tillsammans med—— Maria av Antiochia (regent) Grekiska: María Komnēnē | 24 september 1180 – 1183 (3 år)                                  | Änka till Manuel I och mor till Alexios II, regent under sin sons regeringstid                                                                                                  | —                                                                                     |
|      | Andronikos I Komnenos "Misophaes" Grekiska: Andronikos Komnēnos                                                        | September 1183 – 12 september 1185 (2 år)                        | Sonson till Alexios I. Tog över Alexios II:s regentskap i april 1182, fick Alexios att döma sin mor Maria till döden, och krönt till medkejsare, vartefter han mördade Alexios. | Johannes Komnenos (son, 1183–1185)                                                    |

### Angelos-ätten (1185–1204)
| Bild | Namn | Regeringstid                                                    | Succession, detaljer | Medkejsare |
| ---- | --- | --------------------------------------------------------------- | --- | ---------- |
|      | Isak II Angelos Grekiska: Isaakios Komnēnos Angelos                                                                               | 12 september 1185 – 8 april 1195 (9 år, 6 månader och 27 dagar) | Barnbarnsbarn till Alexios I. Utropad till kejsare av folket i Konstantinopel.                                                            | —          |
|      | Alexios III Angelos Grekiska: Alexios Komnēnos                                                                                    | 8 april 1195 – 17/18 juli 1203 (8 år, 3 månader och 10 dagar)   | Äldre bror till Isak II. Störtade Isak i en kupp och tog makten.                                                                          | —          |
|      | Isak II Angelos Grekiska: Isaakios Komnēnos Angelos (återinsatt) ——tillsammans med—— Alexios IV Angelos Grekiska: Alexios Angelos | 17/18 juli 1203 – 28/29 januari 1204 (6 månader och 8 dagar)    | Återinsatt som kejsare efter att Alexios III flydde från Konstantinopel istället för att bekämpa det fjärde korståget                     | —          |
|      | Isak II Angelos Grekiska: Isaakios Komnēnos Angelos (återinsatt) ——tillsammans med—— Alexios IV Angelos Grekiska: Alexios Angelos | Augusti 1203 – 28/29 januari 1204 (5 månader)                   | Son till Isak II. Krönt till kejsare på korsfararnas uppmaning och regerade tillsammans med sin far.                                      | —          |
|      | |                                                                 | |            |
|      | Alexios V Dukas "Mourtzouphlos" Grekiska: Alexios Doukas                                                                          | 29 januari – 12 april 1204 (2 månader och 14 dagar)             | Störtade Alexios IV efter Isak II:s död och tog makten i Konstantinopel. Försökte utan framgång att leda stadens försvar mot korsfararna. | —          |

## Latinokratin (1204–1261)
Det fjärde korståget (1202–1204) kallades för att erövra Egypten men resulterade istället i att korsfararna intog Konstantinopel och störtade det bysantinska riket. I dess ställe upprättade korsfararna det latinska riket, en feodalstat som gjorde anspråk på att vara den rättmätiga fortsättningen på det bysantinska riket, med varierande internationellt erkännande. Det latinska riket gjorde anspråk på alla bysantinska territorier och bevarade ett antal bysantinska titlar och traditioner. Dock användes en västerländsk administration och kejsarna följde den katolska (istället för ortodoxa) kyrkan.
Den latinska regimen accepterades inte i de delar av Bysans som korsfararna inte lyckats erövra och anspråk på kejsarvärdigheten framfördes snabbt av bysantinska adelsmän i Nicaea och Trapezunt, och efter två årtionden även i Thessaloniki. I den bysantinska världen var kontroll över Konstantinopel den viktigaste faktorn som gjorde en kejsare rättmätig; att kalla sig kejsare utan att besitta staden sågs i regel som "olagligt" eller "onaturligt". Trots detta ser historiker i regel idag de grekiska kejsarna i Nicaea, istället för de västerländska i Konstantinopel, som de rättmätiga bysantinska monarkerna 1204–1261.

Karta över det latinska riket och de olika bysantinska staterna (Nicaea, Trapezunt och Thessaloniki) år 1230

### Latinska kejsare i Konstantinopel
| Bild | Namn                                                          | Regeringstid                                                  | Succession, detaljer | Medkejsare                            |
| ---- | ------------------------------------------------------------- | ------------------------------------------------------------- | --- | ------------------------------------- |
|      | Balduin I av Flandern Latin: Balduinus Grekiska: Balthouínos  | 9 maj 1204 – 14 april 1205 (11 månader och 5 dagar)           | Korsfarare. Vald till kejsare av ledarna av det fjärde korståget.                                                                | —                                     |
|      | Henrik av Flandern Latin: Henricus Grekiska: Erríkos          | 20 augusti 1206 – 11 juni 1216 (9 år, 9 månader och 22 dagar) | Korsfarare. Bror till Balduin I.                                                                                                 | —                                     |
|      | Peter av Cortenay Latin: Petrus Grekiska: Petros              | 9 april 1217 – 1217 (några månader)                           | Svåger till Balduin I och Henrik (gift med Jolanda). Vald till kejsare efter Henriks död men nådde aldrig Konstantinopel.        | —                                     |
|      | Jolanda av Flandern Latin: Yolanda Grekiska: Yiolánta         | 1217 – september 1219 (2 år)                                  | Syster till Balduin I och Henrik och maka till Peter. Regerade ensam efter att Peter tillfångatagits av Theodor Komnenos Doukas. | —                                     |
|      | Robert av Cortenay Latin: Robertus Grekiska: Robértos         | 25 mars 1221 – tidigt 1228 (7 år)                             | Son till Peter och Jolanda | —                                     |
|      | Balduin II av Cortenay Latin: Balduinus Grekiska: Balthouínos | Tidigt 1228 – juli 1261 (33 år)                               | Son till Peter och Jolanda | Johan av Brienne (svärfar, 1229–1237) |

Under juli 1261 återtogs Konstantinopel av kejsardömet Nicaea och det latinska riket störtades. Ättlingar till de latinska kejsarna fortsatte att från exil i Västeuropa framföra anspråk på Konstantinopel under stora delar av 1300-talet.

### Bysantinska pretendenter

#### Kejsare i Nicaea (1205–1261)
Kejsardömet Nicaea etablerades av Laskaris-ätten, en familj med band till Angelos-ätten via giftermål. Kejsardömet Nicaea hade en maktbas i västra Anatolien och hade från och med 1208 kontroll över Konstantinopels ekumeniska patriarkat i exil, återetablerat i Nicaea av Theodor I Laskaris. Det var den niceanska staten som 1261 återtog Konstantinopel men kejsarna innan dess ses endast retroaktivt som mer legitima än de i Trapezunt och Thessaloniki.
| Bild | Namn                                                     | Regeringstid                                                            | Succession, detaljer | Medkejsare                               |
| ---- | -------------------------------------------------------- | ----------------------------------------------------------------------- | --- | ---------------------------------------- |
|      | Theodor I Laskaris Grekiska: Theodōros Komnēnos Laskaris | Sommaren 1205 – november 1221 (16 år)                                   | Svärson till Alexios III. Etablerade kejsardömet Nicaea efter att korsfararna intog Konstantinopel. Utropad till kejsare efter den Latinska förlusten vid Adrianopel (1205). | Nikolaos Laskaris (son, ca. 1208–1212?)  |
|      | Johannes III Vatatzes Grekiska: Iōannēs Doukas Vatatzēs  | ca. 15 december 1221 – 3 november 1254 (32 år, 10 månader och 19 dagar) | Svärson till Theodor I | Theodor II Laskaris (son, ca. 1234–1254) |
|      | Theodor II Laskaris Grekiska: Theodōros Doukas Laskaris  | 3 november 1254 – 16 augusti 1258 (3 år, 9 månader och 13 dagar)        | Son till Johannes III och tidigare medkejsare sedan ca. 1234 | —                                        |
|      | Johannes IV Laskaris Grekiska: Iōannēs Doukas Laskaris   | 16 augusti 1258 – 25 december 1261 (3 år, 4 månader och 9 dagar)        | Son till Theodor II | Mikael VIII Palaiologos (1259–1261)      |

#### Kejsare i Trapezunt (1204–1282)
Kejsardömet Trapezunt etablerades av Komnenos-ätten, som härskat i Konstantinopel 1081–1185. Kejsarna i Trapezunt hade dåliga chanser att ta kontroll över den bysantinska världen redan från början på grund av sin avlägsna maktbas och förluster till Nicaea och Rumsultanatet under det tidiga 1200-talet gjorde en Komnensk seger omöjlig. Kejsarna i Trapezunt upphörde 1282 att göra anspråk på att vara de rättmätiga bysantinska kejsarna i och med ett giftermål med Palaiologos-ätten, som då härskade i Konstantinopel. Trapezunt överlevde som stat fram till 1461 men dess kejsare använde från och med 1282 titeln "kejsare av hela östern" istället för "Romarnas kejsare".
| Bild | Namn                                                  | Regeringstid                                        | Succession, detaljer                                                                                                | Medkejsare |
| ---- | ----------------------------------------------------- | --------------------------------------------------- | --- | ---------- |
|      | Alexios Komnenos Grekiska: Alexios Komnēnos           | April 1204 – 1 februari 1222 (17 år och 10 månader) | Sonson till Andronikos I Komnenos (r. 1183–1185). Etablerade kejsardömet Trapezunt med stöd från Tamar av Georgien. | —          |
|      | Andronikos Gidos Grekiska: Andronikos Komnēnos Gidos  | 1 februari 1222 – 1235 (13 år)                      | Svärson till Alexios                                                                                                | —          |
|      | Johannes Axouchos Grekiska: Iōannēs Komnēnos Axouchos | 1235 – 1237/1238 (2–3 år)                           | Son till Alexios | —          |
|      | Manuel Komnenos Grekiska: Manouēl Komnēnos            | 1237/1238 – mars 1263 (25–26 år)                    | Son till Alexios | —          |
|      | Andronikos Komnenos Grekiska: Andronikos Komnēnos     | Mars 1263 – 1266 (3 år)                             | Son till Manuel | —          |
|      | Georg Komnenos Grekiska: Geōrgios Megas Komnēnos      | 1266 – juni 1280 (14 år)                            | Son till Manuel | —          |
|      | Johannes Komnenos Grekiska: Iōannēs Megas Komnēnos    | Juni 1280 – 1282 (2 år)                             | Son till Manuel (fortsatt monark i Trapezunt, utan anspråk på Konstantinopel, till 1297)                            | —          |

#### Kejsare i Thessaloniki (1224–1242)
Despotatet Epirus etablerades av Mikael Komnenos Doukas, en kusin till kejsarna Isak II Angelos (r. 1185–1195, 1203–1204) och Alexios III Angelos (r. 1195–1203). Mikael använde ingen särskild titel men kallas i senare källor för en despot. Han efterträddes efter sin död av sin halvbror, Theodor, som 1224 återtog staden Thessaloniki och där utropade sig till kejsare. Thessaloniki erövrades av kejsardömet Nicaea år 1242, varvid kejsar-anspråken upphörde. Komnenos Doukas-familjen fortsatte att regera över staden som vasaller fram till 1246.
| Bild | Namn                                                       | Regeringstid                     | Succession, detaljer | Medkejsare |
| --- | ---------------------------------------------------------- | -------------------------------- | --- | ---------- |
| | Theodor Komnenos Dukas Grekiska: Theodōros Komnēnos Doukas | Hösten 1224 – 9 mars 1230 (6 år) | Kusin till Isak II Angelos (r. 1185–1195, 1203–1204) och Alexios III Angelos (r. 1195–1203). Etablerade kejsardömet Thessaloniki. | —          |
| Theodor besegrades och tillfångatogs av Ivan Asen II av Bulgarien efter slaget vid Klokotnitsa år 1230. Han efterträddes i Thessaloniki av sin son, Manuel Komnenos Doukas (r. 1230–1237), som regerade som despot (inte kejsare). Theodor släpptes fri cirka 1237 och reste till Thessaloniki, där han utropade sin yngre son Johannes till kejsare. |                                                            |                                  | |            |
| | Johannes Komnenos Dukas Grekiska: Iōannēs Komnēnos Doukas  | c. 1237 – 1242 (c. 5 år)         | Son till Theodor | —          |

## Senmedeltiden (1261–1453)

### Palaiologos-ätten (1261–1453)
| Bild | Namn | Regeringstid                                                       | Succession, detaljer | Medkejsare |
| ---- | --- | ------------------------------------------------------------------ | --- | --- |
|      | Mikael VIII Palaiologos Grekiska: Mikhaēl Doukas Angelos Komnēnos Palaiologos | 15 augusti 1261 – 11 december 1282 (21 år, 3 månader och 26 dagar) | Ättling till tre kejsarätter. Utnämnd till medkejsare i Nicaea 1259. Krönt igen 15 augusti 1261 i Hagia Sofia efter Konstantinopels återerövring i juli 1261. Avsatte Johannes IV Laskaris i december samma år och därefter ensam kejsare. | Johannes IV Laskaris (1261) Andronikos II Palaiologos (son, 1272–1282) Mikael IX Palaiologos (sonson, 1281–1282)                                                    |
|      | Andronikos II Palaiologos "den äldre" Grekiska: Andronikos (Doukas Angelos Komnēnos) Palaiologos ——tillsammans med—— Mikael IX Palaiologos Grekiska: Mikhaēl Doukas Angelos Komnēnos Palaiologos | 11 december 1282 – 24 maj 1328 (45 år, 5 månader och 13 dagar)     | Son till Mikael VIII och tidigare medkejsare sedan 1272 | Mikael IX Palaiologos (son, 1281–1294) Andronikos III Palaiologos (son till Mikael IX, 1308/1313–1328)                                                              |
|      | Andronikos II Palaiologos "den äldre" Grekiska: Andronikos (Doukas Angelos Komnēnos) Palaiologos ——tillsammans med—— Mikael IX Palaiologos Grekiska: Mikhaēl Doukas Angelos Komnēnos Palaiologos | 21 maj 1294 – 12 oktober 1320 (26 år, 4 månader och 21 dagar)      | Son till Andronikos II och tidigare medkejsare sedan 1281. Krönt som autokrator 1294. Dog innan Andronikos II och därför aldrig ensam kejsare.                                                                                             | Andronikos III Palaiologos (son, 1308/1313–1320) |
|      | Andronikos III Palaiologos "den yngre" Grekiska: Andronikos Palaiologos | 24 maj 1328 – 15 juni 1341 (13 år och 22 dagar)                    | Son till Mikael IX och tidigare medkejsare sedan någon gång mellan 1308 och 1313. Gjorde uppror mot sin farfar Andronikos II 1321 och bedrev inbördeskrig i sju år fram till att han tog kontroll över Konstantinopel 24 maj 1328.         | — |
|      | Johannes V Palaiologos Grekiska: Iōannēs Palaiologos ——tillsammans med—— Anna av Savojen (regent) Grekiska: Anna Palaiologina                                                                    | 15 juni 1341 – 8 februari 1347 (5 år, 7 månader och 24 dagar)      | Son till Andronikos III | — |
|      | Johannes V Palaiologos Grekiska: Iōannēs Palaiologos ——tillsammans med—— Anna av Savojen (regent) Grekiska: Anna Palaiologina                                                                    | 15 juni 1341 – 8 februari 1347 (5 år, 7 månader och 24 dagar)      | Änka till Andronikos III och mor till Johannes V, regent för sin minderåriga son | — |
|      | Johannes VI Kantakouzenos Grekiska: Iōannēs Angelos Komnēnos Palaiologos Kantakouzēnos | 8 februari 1347 – 3 december 1354 (7 år, 9 månader och 25 dagar)   | Utropad till kejsare av armén, tog kontroll över Konstantinopel och Johannes V:s regentskap som senior medkejsare efter ett inbördeskrig. Gifte sin dotter Helena till Johannes V.                                                         | Johannes V Palaiologos (svärson, 1347–1354) Andronikos IV Palaiologos (son till Johannes V, 1352–1354) Mattias Kantakouzenos (son, 1353–1354)                       |
|      | Johannes V Palaiologos Grekiska: Iōannēs Palaiologos (återinsatt) | 3 december 1354 – 12 augusti 1376 (21 år, 8 månader och 9 dagar)   | Återtog makten som senior kejsare efter att ha tvingat Johannes VI att abdikera | Mattias Kantakouzenos (svåger, 1354–1357) Andronikos IV Palaiologos (son, 1354–1373) Manuel II Palaiologos (son, 1373–1376)                                         |
|      | Andronikos IV Palaiologos Grekiska: Andronikos Komnēnos Palaiologos | 12 augusti 1376 – 1 juli 1379 (2 år, 10 månader och 19 dagar)      | Son till Johannes V och medkejsare 1354–1373. Tillfångatagen och delvis bländad efter ett gräl med sin far 1373. Lyckades avsätta Johannes och ta makten 1376.                                                                             | Johannes VII Palaiologos (son, 1377–1379) |
|      | Johannes V Palaiologos Grekiska: Iōannēs Palaiologos (återinsatt för 2:a gången) | 1 juli 1379 – 14 april 1390 (10 år, 9 månader och 13 dagar)        | Återtog makten med stöd från Venedig och det Osmanska riket | Manuel II Palaiologos (son, 1379–1390) Andronikos IV Palaiologos (son, 1381–1385) Johannes VII Palaiologos (son till Andronikos IV, 1385–1390)                      |
|      | Johannes VII Palaiologos Grekiska: Iōannēs Palaiologos | 14 april – 17 september 1390 (5 månader och 3 dagar)               | Son till Andronikos IV och tidigare medkejsare 1377–1379 och 1385–1390. Avsatte Johannes V och tog makten med stöd från Genua och det Osmanska riket.                                                                                      | — |
|      | Johannes V Palaiologos Grekiska: Iōannēs Palaiologos (återinsatt för 3:e gången) | 17 september 1390 – 16 februari 1391 (4 månader och 30 dagar)      | Återtog makten med stöd från Johanniterorden och det Osmanska riket | Manuel II Palaiologos (son, 1390–1391) Johannes VII Palaiologos (son till Andronikos IV, 1390–1391)                                                                 |
|      | Manuel II Palaiologos Grekiska: Manouēl Palaiologos | 16 februari 1391 – 21 juli 1425 (34 år, 4 månader och 5 dagar)     | Son till Johannes V och tidigare medkejsare sedan 1373 (med några avbrott) | Johannes VII Palaiologos (kusin, 1391–1403; 1403–1408) Andronikos V Palaiologos (son till Johannes VII, 1403–1407) Johannes VIII Palaiologos (son, innan 1408–1421) |
|      | Johannes VIII Palaiologos Grekiska: Iōannēs Palaiologos | 19 januari 1421 – 31 oktober 1448 (27 år, 9 månader och 12 dagar)  | Son till Manuel II. Medkejsare sedan innan 1408 och krönt som autokrator 1421. | — |
|      | Helena Dragaš (regent) Grekiska: Helénē Dragasē | 31 oktober 1448 – 12 mars 1449 (4 månader och 12 dagar)            | Änka till Manuel II och mor till Johannes VIII. Agerade regent i Konstantinopel efter sin sons död, fram till att hennes yngre son Konstantin XI nådde huvudstaden den 12 mars.                                                            | — |
|      | Konstantin XI Palaiologos Grekiska: Kōnstantīnos Dragasēs Palaiologos | 6 januari 1449 – 29 maj 1453 (4 år, 4 månader och 23 dagar)        | Son till Manuel II. Ledde det bysantinska försvaret mot det Osmanska riket under Konstantinopels fall och dog under det slutgiltiga slaget.                                                                                                | — |